# Rivière Murphy
Pour les articles homonymes, voir Murphy.
La Rivière Murphy coule dans le territoire non organisé de Mont-Alexandre (canton de Rameau) et dans la ville de Percé, dans la municipalité régionale de comté (MRC) Le Rocher-Percé, dans la région administrative de la Gaspésie-Îles-de-la-Madeleine, au Québec, au Canada.
La "Rivière Murphy" est un affluent de la rive Ouest de la baie La Malbaie laquelle s'ouvre sur le littoral Ouest du golfe du Saint-Laurent.

## Géographie
La "Rivière Murphy" prend sa source de ruisseaux de montagne dans le 6e rang, dans le canton de Rameau, dans le territoire non organisé de Mont-Alexandre. Cette source est située à :
- 0,9 km à l'Ouest de la limite de la ville de Percé ;
- 12,4 km à l'Ouest du pont de la route 132 enjambant la "Rivière Murphy", près de sa confluence ;
- 18,3 km à l'Ouest de la pointe de la presqu'île de Percé.

À partir de sa source, la "Rivière Murphy" coule surtout dans la plaine du littoral du golfe du Saint-Laurent, sur 21,5 km répartis selon les segments suivants :
- 1,2 km vers le Sud-Ouest dans le canton de Fortin, jusqu'à la confluence d'un ruisseau (venant du Nord) ;
- 0,7 km vers le Sud, jusqu'à la confluence d'un ruisseau (venant du Nord-Ouest) ;
- 1,2 km vers le Sud-Est, jusqu'à la confluence d'un ruisseau (venant du Nord) ;
- 1,2 km vers l'Est, jusqu'à la limite de la municipalité de Percé ;
- 1,0 km vers l'Est dans la municipalité de Percé, jusqu'à la confluence d'un ruisseau (venant du Nord) ;
- 5,7 km vers l'Est, jusqu'à la confluence du ruisseau à Martial (venant du Nord-Ouest) ;
- 3,4 km vers le Nord-Est, en coupant une première fois la route du 6e rang de Val-d'Espoir et la route des Pères, en formant une grande courbe vers le Sud pour passer à 0,9 km au nord du centre du village de Val-d'Espoir, jusqu'au pont de la route du 6e rang de Val-d'Espoir ;
- 6,6 km vers le Nord-Est, en longeant le chemin de fer du Canadien National et la route Lemieux, jusqu'au pont de la route 132 (route des Pionniers) ;
- 0,5 km vers le Nord-Est, jusqu'à la confluence de la rivière[1].

La "Rivière Murphy" se déverse sur la rive Sud de la partie Sud du marais Bridgewater, soit juste à côté de la confluence de la rivière du Portage (Percé). Ces deux confluences sont situées tout près (côté Ouest) de la jetée du barachois de Malbaie, soit à :
- 1,5 km au Sud de la confluence de la rivière Beattie ;
- 5,4 km au Sud-Est du pont de la route 132 (route des Pionniers) enjambant la rivière Malbaie (Percé) ;
- 8,4 km au Sud-Est de la pointe de la presqu'île du village de Percé.

À marée basse, le courant de la rivière se déverse sur le grès du marais Bridgewater.

## Toponymie
Le terme "Murphy" constitue un patronyme de famille d'origine irlandaise.
Le toponyme "rivière Murphy" a été officialisé le 5 décembre 1968 à la Commission de toponymie du Québec.